# Mercurialis canariensis
Mercurialis canariensis là một loài thực vật có hoa trong họ Đại kích. Loài này được Obbard & S.A.Harris mô tả khoa học đầu tiên năm 2006.